# Proces (román)
Proces je německy psaný román Franze Kafky. Autor na něm zahájil práci v červenci 1914, po zrušení zásnub s Felice Bauerovou, v lednu 1915 psaní díla přerušil. V roce 1916 se krátce k románu vrátil, ale nakonec ho ponechal nedokončený. Poprvé byl vydán roku 1925 (rok po autorově smrti) v berlínském nakladatelství Die Schmiede.
Tento nedokončený román vydal Kafkův dlouholetý společník z dob mládí i dospělosti Max Brod, navzdory výslovnému přání autora, aby text nebyl po jeho smrti nikdy vydán. Rukopis byl bez názvu. Název Proces dal románu Brod podle poznámek v Kafkově deníku, kde se tento název objevuje. Román je rozdělený do deseti  kapitol. Odehrává se v Kafkově současnosti v blíže neurčeném prostředí. Děj je plný zvláštních až absurdních situací a dialogů, které symbolizují jednak marnost a bezvýslednost snah hlavní postavy bankovního úředníka Josefa K. v boji proti státní byrokratické mašinérii a jednak symbolizují i vězení bez mříží, z něhož není úniku. To je i důvodem, proč K. nemusel být během svého vyšetřování uvězněn v pravém slova smyslu.
Inspirační předlohou románu byla tzv. Švihova aféra spolupráce s rakouskou policií českého poslance Karla Švihy, která vypukla v roce 1914. Inspirací psychologického stylu románu byl pro Kafku mimo jiné také Dostojevského román Zločin a trest.

## Děj
Prokurista banky Josef K. je v den svých třicátých narozenin zatčen dvěma úředníky pro jakýsi zločin. Je však ponechán na svobodě a je mu oznámeno, že se proti němu vede vyšetřování a soudní proces. Jednou v neděli je pozván k výslechu do bytu činžáku na předměstí, kde je shromážděno mnoho neznámých osob a probíhá zde jakési zvláštní soudní slyšení. Do domu se opakovaně vrací již bez pozvání a zjišťuje, že je v něm soudní pracoviště, kde působí úředníci. K. se pokouší dům opustit, ale dům je ve skutečnosti labyrintem chodeb, z něhož se obtížně hledá cesta ven. Nakonec musí přesvědčit úředníky, aby mu ukázali východ.
Josef K. není nikdy přítomen klasickému soudnímu jednání. Podrobnosti o podivném průběhu procesu se dozvídá od starého advokáta, který ho zastupuje a kterému nakonec pro jeho nečinnost chce K. zastupování odejmout. Od malíře jménem Titorelli, který je častým návštěvníkem soudní budovy a živí se malováním portrétů soudců a soudních úředníků, se K. dozvídá o úředních procedurách v rámci soudního procesu a o možných výsledcích procesu. Celý proces probíhá bez možnosti skutečné a přímé obhajoby K. a bez šance do soudního řízení jakkoliv zasáhnout.
K. je jednoho dne ředitelem banky pověřen provést významného italského klienta po místních památkách a zvláště pak mu ukázat místní chrám. K. na klienta v dohodnutou dobu marně čeká. Venku prší. K. vejde do chrámu, kde panuje tma. V okamžiku, kdy chce zase odejít, jej kostelník posunky upozorňuje, že pod kazatelnou stojí farář. K. přesto odchází, když zaslechne rázné knězovo oslovení: „Josefe K.!“ Je překvapen, rozhoduje se otočit a rozrušen míří potemnělým kostelem k faráři. Dozvídá se, že se jedná o vězeňského kaplana, který je s jeho případem obeznámen. Sděluje mu, že se jeho proces nevyvíjí příznivě.
Duchovní vypráví K. příběh „o dveřníkovi stojícím před zákonem“, k němuž chce přistoupit muž z venkova. Dveřník odmítá muže k zákonu pustit, ale nevylučuje, že ho pustí později. Čas plyne, muž stárne a dveřník stále odmítá muže vpustit dovnitř. Bezprostředně před smrtí se muž podivuje tomu, že za všechna ta léta, kdy čeká na vpuštění k zákonu, se tímto vchodem nepokusil projít nikdo jiný. Dveřník muži odvětí, že tento vchod byl určen pouze pro něj a že ho nyní uzavře.
V předvečer svých 31. narozenin K. sedí ve svém bytě. Do bytu si pro něj přijdou dva muži s cylindry. K. na ně čeká a následuje oba muže ven na ulici. Zde se ho oba chopí a začínají ho kamsi odvádět. K. zjišťuje, že je odváděn do kamenolomu na kraji města. K. je zde povalen na zem a leží na velkém kameni. Jeden z mužů jej drží a druhý vytahuje dýku, kterou mu následně vráží do srdce. K. je zabit tak, jak rozhodl soud – jako pes. K. je popraven, aniž by se před tím dozvěděl, z čeho byl obviněn a aniž by byl seznámen se svým rozsudkem.

## Rukopis románu
Nedlouho před smrtí uložil Kafka Maxi Brodovi, aby nevydanou část jeho literární produkce jakož i dopisy a deníky po jeho odchodu spálil. Mezi písemnostmi byl i rukopis románu, který teprve Brod nazval Proces a který od přítele získal už v roce 1920. Brod se nicméně přáním svého přítele neřídil a roku 1925 román vydal, ovšem ve značně neúplné a z literárně kritického hlediska nedokonalé podobě. Kafkovu pozůstalost – a zřejmě i svůj život – zachránil Brod v březnu 1939, krátce před obsazením Prahy wehrmachtem, když unikl do Palestiny. Po Brodově smrti v roce 1968 rukopis Procesu s částí Kafkových písemností zdědila jeho přítelkyně a sekretářka, opavská rodačka Ilsa Ester Hoffová (1906–2007). K dohodě s dědičkou o koupi vzácného rukopisu došlo až v roce 1987, do té doby byl známý jen z fotokopií.
Dražba rukopisu, obsahujícího 316 perem psaných stran v kvartových sešitech, proběhla v listopadu 1988 v londýnské aukční síni Sotheby's. Za částku jeden milión liber, v té době nejvyšší dosažené za rukopis literárního díla, ji koupil německý antikvář Heribert Tenschert (* 1947), který dražil z pověření vlády spolkové země Bádenska-Württemberska. Nyní je uložený v instituci Literaturmuseum der Moderne ve městě Marbach am Neckar u Stuttgartu.

## Česká vydání
- Proces, Československý spisovatel, Praha 1958, přeložil Pavel Eisner.
- Proces, SNKLU, Praha 1965, přeložili Dagmar a Pavel Eisnerovi, znovu Argo, Praha 1992.
- Proces, Argo, Praha 1992, přeložili Dagmar a Pavel Eisnerovi, znovu 1995.
- Proces, Nakladatelství Franze Kafky, Praha 1997, přeložil Josef Čermák, dílo Franze Kafky, svazek 5.
- Proces, Lidové noviny, Praha 2005, přeložil Josef Čermák, znovu Garamond, Praha 2016.
- Proces, Academia, Praha 2008, přeložil Pavel Eisner, znovu Dobrovský 2014.

## Filmové adaptace
- Prosessen (1962, Proces), norský televizní film, režie Pål Løkkeberg.
- The Trial (1962, Proces), americký film, režie Orson Welles, v hlavní roli Anthony Perkins.
- Oikeusjuttu (1969, Proces), finský televizní film, režie Seppo Wallin.
- Il processo (1978, Proces), italský televizní film, režie Luigi Di Gianni.
- El prontuario del señor K (1987), argentinský televizní film podle románu Proces, režie Oscar Barney Finn.
- The Trial (1993, Proces), britský film, režie David Hugh Jones, scénář Harold Pinter, v hlavních rolích Kyle MacLachlan a Anthony Hopkins.
- Procesas (1994, Proces), litevský film, režie Algimantas Puipa a Janina Lapinskaite.
- Inkarnace (1994), český televizní film, režie Pavel Bárta, děj filmu sleduje hlavního hrdinu, který se během četby knihy Proces identifikuje s postavou Josefa K.
- Am Ende des Ganges (1999), německý krátký film podle románu Proces, režie Michael Muschner.
- Lo strano caso del signor Kappa (2001, Podivný případ pana Kappa), italský film podle románu Proces, režie Fabrizio Lori.